# Kelly Sildaru
Kelly Sildaru (Tallin, 17 de febrero de 2002) es una deportista estonia que compite en esquí acrobático.
Participó en los Juegos Olímpicos de Pekín 2022, obteniendo una medalla de bronce en la prueba de slopestyle.
Ganó una medalla de oro en el Campeonato Mundial de Esquí Acrobático de 2019, en la prueba de halfpipe. Adicionalmente, consiguió diez medallas en los X Games de Invierno.

## Medallero internacional
| Juegos Olímpicos   | Juegos Olímpicos           | Juegos Olímpicos  | Juegos Olímpicos |
| Año                | Lugar                      | Medalla           | Prueba           |
| ------------------ | -------------------------- | ----------------- | ---------------- |
| 2022               | Pekín (China)              | Medalla de bronce | Slopestyle       |
| Campeonato Mundial |                            |                   |                  |
| Año                | Lugar                      | Medalla           | Prueba           |
| 2019               | Park City (Estados Unidos) | Medalla de oro    | Halfpipe         |

| X Games de Invierno | X Games de Invierno    | X Games de Invierno | X Games de Invierno |
| Año                 | Lugar                  | Medalla             | Prueba              |
| ------------------- | ---------------------- | ------------------- | ------------------- |
| 2016                | Aspen (Estados Unidos) | Medalla de oro      | Slopestyle          |
| 2017                | Aspen (Estados Unidos) | Medalla de oro      | Slopestyle          |
| 2017                | Aspen (Estados Unidos) | Medalla de plata    | Big air             |
| 2017                | Oslo (Noruega)         | Medalla de plata    | Big air             |
| 2019                | Aspen (Estados Unidos) | Medalla de oro      | Slopestyle          |
| 2019                | Aspen (Estados Unidos) | Medalla de plata    | Superpipe           |
| 2019                | Aspen (Estados Unidos) | Medalla de bronce   | Big air             |
| 2020                | Aspen (Estados Unidos) | Medalla de oro      | Slopestyle          |
| 2020                | Aspen (Estados Unidos) | Medalla de oro      | Superpipe           |
| 2022                | Aspen (Estados Unidos) | Medalla de oro      | Superpipe           |